# Lingvo internacia (rivista)
Lingvo internacia ("lingua internazionale", in italiano) fu una rivista esperantista pubblicata mensilmente.

## Storia
Dopo la cessazione delle pubblicazioni de La Esperantisto, Valdemar Langlet, allora studente universitario, durante una visita ad Odessa all'amico Vladimir Gernet, nella tarda estate del 1895, propose di dare alle stampe una nuova rivista.
Alla sua nascita, Lingvo internacia era pubblicata dal gruppo esperantista di Uppsala; il suo responsabile finanziario, nonché principale contributore in termini di articoli realizzati, fu lo stesso Gernet. Dopo un numero di prova apparso nel 1895, la rivista assunse stabilmente nel 1896 la forma di un mensile di sedici pagine.